# Докімасія
Докіма́сія (дав.-гр. δοκιμασία від δοκιμάζω «перевіряти, відчувати») в Стародавніх Афінах:
1. перевірка нових громадян давньогрецького суспільства (ефебів) на можливість надання їм усієї повноти громадянських прав і свобод.[1]
2. перевірка громадян Афін, обираних на державну посаду на предмет відповідності критеріям, необхідним для заняття цієї посади.

## Докімасія посадових осіб
Докімасія посадових осіб проводилася після обрання, до вступу на посаду, перед державною радою або перед судом. Щодо архонтів (чи чинили так само щодо інших посадових осіб — невідомо) застосовували іноді подвійне провадження справи, спершу перед державною радою. Кандидату на посаду пропонували відомі питання (ἀνακρίνειν); якщо він відповідав на них незадовільно або якщо виявлявся обвинувач, який викликав сумнів щодо його права на зайняття посади, то справу передавали до суду, який остаточно вирішував питання про допущення кандидата. Відкидання його називалося ἀποδοκιμάζειν. Пропоновані питання аж ніяк не стосувались особистої здатності кандидата до заняття посади; у демократичному місті, яким були Афіни, ця здатність передбачалася в кожному громадянинові і справді могла передбачатися зважаючи на досвід і знання, яких кожен легко набував, завдяки публічності державного життя, зважаючи також на порівняно малу значущість і обмеженість впливу окремих галузей розділеної між багатьма урядової влади. Тільки при призначенні на місця, що потребують особливого технічного досвіду і навичок (наприклад, військові посади), пропоновані питання, ймовірно, стосувалися й особливої здатності кандидата до виконання посадових обов'язків.
Але зазвичай метою випробування було лише дізнатися, чи має обраний необхідні для зайняття місця громадянські якості, тобто чи походить він від батьків-громадян (щодо архонтів в раніше вимагалося навіть суто громадянське походження, зважаючи не тільки на батьків, але й дідів, ἐκ τριγονίας), чи дотримується він відомих державних культів (шанування Зевса 'Έρκειος і Аполлона Πατρωος), чи брав участь він у походах, чи користується він всіма громадянськими правами стану (чи не був він ἄτιμος), чи досяг він законного віку (для членів буле — 30 років) тощо. У найдавніший час при випробуванні архонтів пропонувалося ще питання про майно, яке, звичайно, усунуто з часів Арістіда, який поширив право вступу в архонти на всі класи громадян.
До докімасії посадових осіб відносяться три промови Лісія, висловлені в державній раді проти Евандра, обраного в архонти, і проти Філона та Мантифея, обраних у члени ради

### Докімасія ораторів
Хоча оратори не вважалися посадовими особами, тому що кожен, хто вважав себе до того здатним, міг виступити в народних зборах, однак для цього все-таки потрібно, щоб охочий говорити користувався всіма правами цивільного стану, щоб він був ἐπίτιμος. Хто внаслідок судового вироку зробився ἄτιμος і, попри це, дозволив собі публічно виступити з промовою в народних зборах, проти того могла приводитися в дію так звана ένδειξις (пор. атімія). Хто, навпаки, скоїв проступок, що тягне за собою атімію, але до цього покарання ще не був засуджений постановою суду, проти того могла бути спрямована ἐπαγγελία δοκιμασίας, якщо, наприклад, стверджували, що він завинив поганим поводженням з батьками (κάκωσις γονέων), боягузтвом (δειλία) або іншими військовими проступками, що він проциндрив батьківську спадщину (τὰ πατρωα) тощо. Про прийняття проти оратора цих заходів його сповіщали в народних зборах; до вирішення справи він, ймовірно, мав утримуватися від виголошення промов у народних зборах. Внесення до суду процесу належало тесмотетам. В разі, винності підсудного наслідком цього розгляду, зазвичай, було те, що атімія, якій він підлягав за зведені на нього злочини, виголошувалася над ним урочисто судовим вироком.